# Латиніна Алла Миколаївна
Алла Микола́ївна Лати́ніна (уроджена Бочарова; *4 липня 1940 року, Москва) — радянська і російська літературознавиця, критикиня, журналістка.
Одружена з поетом і письменником Леонідом Олександровичем Латиніним (з 1960). Мати публіциста і письменниці Юлії Латиніної.

## Біографія
Народилася 4 липня 1940 року в Москві в сім'ї службовця Миколи Васильовича Бочарова, уродженця Александрова, і Ядвіги Климентіївні Климович, польського походження. Брат — мистецтвознавець Генріх Миколайович Бочаров (1933—1996).
Закінчила філологічний факультет МДУ (1963) та аспірантуру філософського факультета МДУ. Захистила дисертацію на тему «Критика екзистенційної інтерпретації Достоєвського»; кандидат філософських наук (1970).
Як критик друкується з 1969 року. Працювала у видавництві «Радянський письменник» (1963—1965), в «Литературной газете» (1969—2003, зав. Історико-літературним відділом, оглядач, редактор «Літературної газети» по розділу російської літератури); в «Загальною газеті» (1992—1993; зав. відділом культури).
Колумністка в газеті «Час МН» (з 2002). Керівниця напряму «Література» (1994—2001), оглядачка «Літературної газети» (з 2001), оглядач «Нового світу». Була членом редколегії журналу «Московський вісник» (1989), громадської редколегії книжкової серії «Анонс» («Московський робочий», 1989—1990), журналу «Стрілець», головою журі Букерівської премії в Росії (1992), премії ім. Аполлона Григор'єва (2001), премії ім. Олександра Блока (2000), «Російський сюжет» (2002).
Член Спілки письменників СРСР з 1979 року и російського ПЕН-центру.